# Saint Enogat

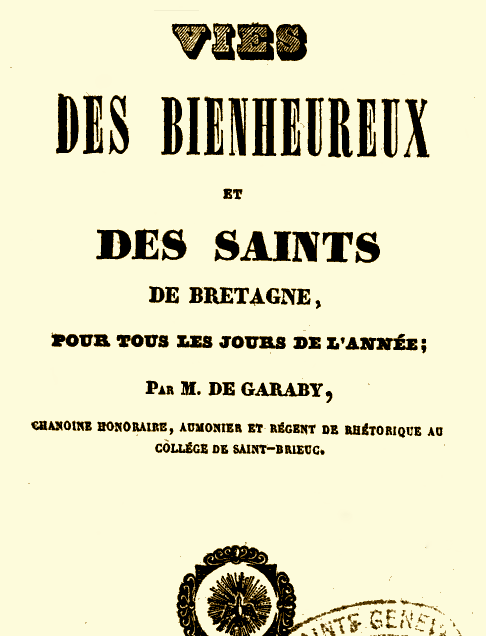
Page de garde du livre la vie des bienheureux et des saints de Bretagne, pour tous les jours de l'année de Malo-Joseph de Garaby.

Saint Enogat est un saint de Bretagne, dont la tradition en fait le cinquième évêque d'Aleth.

## Hagiographie
Il est un saint chrétien, moine puis abbé à Saint-Méen. Il serait monté sur le siège épiscopal d’Aleth, quatrième ou cinquième successeur de Malo. Il aurait restauré l’abbaye de Saint-Méen et se serait fait remarquer par ses talents d’administrateur. Il aurait aussi obtenu pour cette abbaye la possession de l’abbaye de Gaël. Bien que cela soit chronologiquement impossible,  il aurait collaboré avec Conwoïon à l’abbaye de Redon pour l’établissement de nouvelles règles monastiques et serait - dit-on - à l’origine de l’élection des abbés par les membres de la communauté.Selon l'abbé Amédée Guillotin de Corson, il serait mort le 13 janvier 631 .

## Culte d’Enogat
Il se fête le 13 janvier
Dans l’évêché de Saint-Malo :
- à Dinard, il est le saint éponyme et patron d’une paroisse qui s'appelait initialement Saint-Enogat, « berceau » et plus vieux quartier historique de Dinard, d'abord paroisse distincte et plus peuplée que Dinard même.

|  |